# بمب کثیف (فیلم)
بمب کثیف (فنلاندی: Likainen pommi) فیلمی فنلاندی در سبک کمدی است که در سال ۲۰۱۱ منتشر شد.